# Complemento de régimen
En español y otras lenguas, un complemento de régimen, también llamado complemento de régimen verbal (CRV), complemento preposicional de régimen, complemento regido o suplemento, es un sintagma preposicional —va precedido de preposición— seleccionado por la semántica o subcategorización de un verbo específico, y no es complemento circunstancial, directo, indirecto, agente ni atributo. Sintácticamente, un complemento de régimen es un auténtico complemento sintáctico y no un aditivo sintáctico (como lo es el complemento agente) formado por una preposición más un sintagma nominal, cuya abreviatura es (SPrep). 
En el caso del complemento de régimen Verbal (CRég), dicha preposición depende de cuál sea el verbo. En gramática, se dice que un verbo rige una preposición, es decir, que la pide. Por ejemplo, en español: depender de, contar con, insistir en, hablar de, etc.

## Complemento de régimen en español
En español, el complemento de régimen se usa en verbos como: atreverse (a), arrepentirse (de), ceñirse (a), burlarse (de)... La preposición que lo introduce puede ser cualquiera, incluso a. Se reconoce porque es conmutable o sustituible por dicha preposición más pronombre tónico:
Cuento con Luisa = Cuento con ella
Me acuerdo de Pedro = Me acuerdo de él
El perro cuida de la casa = El perro cuida de ella
Me acuerdo de ese viaje = Me acuerdo de eso
No se acostumbra a su nueva vida = No se acostumbra a ella
Cíñase a los hechos = Cíñase a ellos
Se alegró de tu llegada = Se alegró de la tuya
Me acuerdo de esa habitación = Me acuerdo de esa

### Tipología
Existen dos tipos de complemento de régimen verbal: el complemento de régimen directo y el complemento de régimen indirecto. Cuando se da el directo, no aparece complemento directo (casos anteriores); cuando se da el indirecto, sí aparece complemento directo; es más, no puede suprimirse el complemento directo porque entonces la frase queda "coja":
El camarero limpia de colillas (CRV Ind.) el suelo (CD)
*El camarero limpia de colillas
El morfema se puede actuar como intransitivizador de verbos; cuando eso ocurre, el verbo, en vez de tener complementos directos, pasa a tener complementos de régimen verbal.
No debemos confundir un Complemento de Régimen Verbal con un Complemento Circunstancial (CC): mientras este último puede suprimirse de la oración perdiendo información pero no el sentido, un CRV no puede eliminarse. Por ejemplo, Su admisión depende del tribunal --> *Su admisión depende. La oración, además de ser agramatical, carece de sentido porque el verbo depender exige la preposición de. La aparición del Complemento de Régimen no exige la desaparición de otros complementos, y éstos pueden localizarse entre el verbo y la preposición que rige. Por ejemplo, El presidente convocó [a los ministros] a una reunión.
Algunos verbos pueden alternar el CRV y el complemento directo: "El perro cuida de la casa / la casa". A diferencia de los complementos circunstanciales:
- La preposición no varía (al menos en español moderno), sino que es seleccionada por el verbo y es siempre la misma
- Tampoco puede sustituirse por un adverbio.
- No responde a la pregunta de un adverbio interrogativo (cómo, cuándo, dónde, cuánto), sino a la de preposición + qué, quién, quiénes, cuáles. Así pues, no es lo mismo hablar de política, con CRV, que hablar de pie o hablar de día, con complemento circunstancial de modo y de tiempo, respectivamente.
- El CRV no es dislocable: no se puede cambiar fácilmente de lugar en la oración, como sí puede hacerse con el complemento circunstancial (CC), que puede situarse en cualquier posición.
- Todos los gramáticos coinciden en que la preposición del CRV está vacía de contenido semántico o va camino de desemantizarse, al contrario que la preposición del CC, que se encuentra llena de significado. Como solo algunas preposiciones son especialmente susceptibles de vaciarse de contenido significativo, la mayoría de los CRV se construyen únicamente con unas pocas preposiciones: a, de, en y con; en español medieval, con aparece pocas veces, pero aparecen más por y sobre. Por el contrario, los CC admiten todas las preposiciones.
- Los gramáticos no acaban de ponerse de acuerdo sobre la incompatibilidad entre el complemento de régimen verbal y el complemento directo. Existe lo que Emilio Alarcos Llorach llama Suplemento Indirecto en frases como El camarero limpia de colillas (CRV Ind.) el suelo (CD): en esas frases, si suprimimos el complemento directo, el verbo se queda "cojo": *El camarero limpia de colillas... aunque no siempre, como en Esteban invitó a Manolo a un café. Así, el complemento de régimen verbal indirecto necesita, más que menos para existir, un complemento directo.[1]
- Alarcos determina que existen además otros tipos de suplemento: el Suplemento Inherente (a medio camino entre el CRV y el CC, como en Metió el coche en el garaje = Lo metió allí o Sacó el libro del estante = Lo sacó de allí) y el Suplemento Atributivo (El presidente pasa por tonto; Habéis pecado de ingenuos; Trabaja de maquinista; Metió a su hijo de portero).[2]
- La función del CD y del CRV son prácticamente las mismas: completar el significado del verbo. De hecho, existen algunos verbos que alternan el uso de CD y el de CRV: El perro cuida la casa (CD) / El perro cuida de la casa (CRV). Dudo que venga (CD) / Dudo de que venga (CRV). Le informo que subirá la nómina (CD) / Le informo de que subirá la nómina (CRV). Hablaba español (CD) / Hablaba en español (CRV).

En consecuencia, existen los siguientes tipos de complemento:
- 1. CRV Directo. "Juan confía en Luisa"
- 2. CRV Indirecto. "El camarero limpia de colillas el suelo"
- 3. CRV Inherente. "Sacó el libro del estante"
- 4. CRV Atributivo: "El presidente pasa por tonto".

### Ejemplos de verbos con complemento de régimen verbal (o suplemento)
- acordarse de
- acostumbrar(se) a
- acusar a alguien "de algo"
- advertir de (en la acepción "Aquella mujer advirtió del peligro". También posee un uso transitivo: "Aquella mujer advirtió el peligro").
- alegrarse de
- asustarse de
- avisar de (en la acepción "Aquella mujer avisó del peligro a sus compañeros". También posee un uso transitivo: "Aquella mujer avisó el peligro a sus compañeros").
- caracterizarse por
- casarse con
- cegarse con
- comprometerse con
- confiar en
- contar con (en la acepción "Aquella mujer contaba con sus amigos").
- convencer de
- creer en
- cuidar de (en la acepción "Aquella mujer cuidó del animal". También posee un uso transitivo: "Aquella mujer cuidó el animal").
- depender de
- desligarse de
- disponer de
- enamorarse de
- entrometerse en
- enzarzarse en
- fijarse en
- hablar de
- incautarse de
- incomodarse con
- influir en
- informar de (en la acepción "Aquella mujer informó del peligro a sus compañeros". También posee un uso transitivo: "Aquella mujer informó el peligro a sus compañeros").
- insistir en
- oler a
- olvidarse de
- pensar en
- preferir a (C. R. indirecto: "Aquella mujer prefiere reír a llorar").
- preguntar por
- preocuparse de
- preocuparse por
- rebelarse contra
- remitirse a
- retractarse de
- saber de
- soñar con
- sucumbir a
- tratar sobre
- versar sobre

## Debate
Este complemento es uno de los más discutidos, pues es debatible el régimen sobre preposición, dándose casos donde el verbo puede o no puede poseer una o más preposiciones. En este caso el análisis falla, puesto que la construcción sustantiva puede ser término o núcleo prociso del verbo. Las gramáticas semioestructuralistas más modernas (fuera del análisis tradicional-obsoleto) incluyen al Complemento Régimen entre los Complementos Circunstanciales No Obligatorios, llamándolo Complemento Circunstancial Propio

## Complemento de régimen en otras lenguas
En muchas otras lenguas indoeuropeas existen complementos de régimen, es decir, complementos obligatorios introducidos por preposición. Por ejemplo, en alemán existen verbos que usan complemento de régimen con diversas preposiciones (tanto de acusativo como de dativo):
denken (an) 'pensar (en)'
sich ärgern (über) 'enfadarse (con)'
warten (auf) 'esperar (a, por)'
sich kümmern (um) 'encargarse (de)'
sich interessieren (für) 'interesarse (por)'